# Til Schweiger
Tilman Valentin "Til" Schweiger (Friburgo de Brisgovia, 19 de diciembre de 1963) es un actor, director, guionista y productor alemán. Se hizo conocido en la década de 1990 por películas como Manta, Manta, Der bewegte Manny Knockin' on Heaven's Door. Luego protagonizó producciones cinematográficas internacionales como Inglourious Basterds y fundó su propia productora Barefoot Films. Películas como Rabbit Without Ears, Rabbit Without Ears 2, Kokowääh y Head Full of Honey, en las que fue director, productor y actor, fueron vistas por millones de espectadores, lo que lo convirtió en el cineasta alemán de mayor éxito comercial.

## Biografía
Til Schweiger creció en Gießen y Heuchelheim donde terminó el Gymnasium (instituto). Después del Abitur (examen final de Secundaria) escogió los estudios de magisterio; sin embargo, los abandonó poco después y empezó la carrera de medicina, la cual también abandonó. 
Schweiger comenzó en 1986 a estudiar actuación en la Escuela de Actuación del teatro de Colonia Der Keller y terminó los estudios en 1989. En el mismo año fue contratado por el teatro Contra-Kreis de Bonn. 
Schweiger se casó con la modelo estadounidense Dana Carlsen el 19 de junio de 1995. Tienen cuatro hijos: Valentin Florian Schweiger (nacido en 1995), Luna Marie Schweiger (nacida en 1997), Lilli Camille Schweiger (nacida en 1998) y Emma Tiger Schweiger (nacida en 2002). Schweiger y Carlsen se separaron en 2005 y se divorciaron en 2014. 

## Trayectoria profesional
El debut de Schweiger como productor y director (no acreditado) llegó en 1997 con Knockin' on Heaven's Door . También dirigió y produjo Der Eisbär (El oso polar) en 1998. Schweiger ganó un premio Bambi por Barfuss (Descalzo) en 2005, que escribió, dirigió y protagonizó.  También ganó un Bambi por su papel principal en Traumschiff Surprise – Periode 1. En 2007, Keinohrhasen (esto se traduce literalmente como "conejo sin orejas", mientras que el título en inglés es Conejo sin orejas ), escrita, producida y dirigida por Schweiger, se convirtió en la película más exitosa en los cines alemanes con un resultado de taquilla de USD 62.000.000.  La película ganó un Bambi, un Premio de Cine Bávaro, el Premio de Comedia Alemán , dos Premios DIVA, un Premio Júpiter y el Premio Ernst Lubitsch. La secuela, Zweiohrküken (literalmente "pollitos de dos orejas"), se estrenó al año siguiente con más de 4,2 millones de espectadores y una recaudación de taquilla de 45.000.000 de dólares. Schweiger luego dirigió, produjo y protagonizó 1½ Knights - In Search of the Ravishing Princess Herzelinde , que también resultó ser un gran éxito cinematográfico en su estreno en 2008.
La película Kokowääh se estrenó en los cines alemanes en febrero de 2011. La hija de Schweiger, Emma, protagoniza la película junto a él, y la película también está dirigida, coescrita y producida por él. Schweiger y Emma repitieron sus papeles como Henry y Magdalena, respectivamente, en su secuela, titulada Kokowääh 2. La película se estrenó el 7 de febrero de 2013. En 2012, Schweiger hizo una película junto a su hija Luna llamada Schutzengel. En 2013, Schweiger también comenzó a producir comerciales con sus hijas. (Watchever, VHV Group) 
En pantalla, Schweiger apareció por primera vez como actor en 1989 en la serie de televisión " Lindenstraße ". Su primer papel cinematográfico llegó en 1991 con Manta, Manta .  Siguieron papeles adicionales en cine y televisión, incluidos Der bewegte Mann (Quizás, quizás no), Männerpension (Jailbirds), Das Mädchen Rosemarie (Una chica llamada Rosemary), Bastard (Bandyta), Der große Bagarozy (El diablo). y la Sra. D.), Was tun, wenn's brennt (¿Qué hacer en caso de incendio?), Les Daltons vs. Lucky Luke , El barón rojo, Wo ist Fred (¿Dónde está Fred?), Phantomschmerz (Phantom Pain), Männerherzen (Hombres en la ciudad), y otros.
Schweiger también ha aparecido como actor de reparto en películas estadounidenses, entre ellas Already Dead, King Arthur, In Enemy Hands, Magicians , Lara Croft: Tomb Raider – The Cradle of Life, Driven, SLC Punk!, Investigating Sex, Joe and Max, The Replacement Killers y New Year's Eve. Vistió un uniforme nazi por primera vez en su carrera para su papel en Inglourious Basterds pero, como reveló Quentin Tarantino,  "solo porque su personaje estaba matando nazis".
Schweiger luego apareció en las producciones estadounidenses The Courier con Mickey Rourke, This Means War (2012) con Chris Pine y Reese Witherspoon, y en 2013 como Darko en Charlie Countryman con Shia LaBeouf, entre otras. También hizo una aparición en Muppets Most Wanted de 2014 , Atomic Blonde de David Leitch de 2017 y The Ministry of Ungentlemanly Warfare de 2024.

## Filmografía

### Largometrajes
| Año  | Título original                                             | Personaje                                   | Director                 |
| ---- | ----------------------------------------------------------- | ------------------------------------------- | ------------------------ |
| 1991 | Manta, Manta                                                | Bertie                                      | Wolfgang Büld            |
| 1993 | Ebbie's Bluff                                               | Rudy                                        | Claude-Oliver Rudolph    |
| 1994 | Der bewegte Mann                                            | Axel Feldheim                               | Sönke Wortmann           |
| 1995 | Bunte Hunde                                                 | Pepe Brenner                                | Lars Becker              |
| 1996 | Jailbirds                                                   | Steinbock                                   | Detlev Buck              |
| 1996 | The Superwife                                               | Hajo Heiermann                              | Sönke Wortmann           |
| 1997 | Knockin' on Heaven's Door                                   | Martin Brest                                | Thomas Jahn              |
| 1997 | Hercules                                                    | Hercules                                    | John Musker Ron Clements |
| 1997 | Bastard                                                     | Brute                                       | Maciej Dejczer           |
| 1998 | The Replacement Killers                                     | Ryker                                       | Antoine Fuqua            |
| 1998 | Judas Kiss                                                  | Ruben Rubenbauer                            | Sebastian Gutierrez      |
| 1998 | SLC Punk!                                                   | Mark                                        | James Merendino          |
| 1998 | The Polar Bear                                              | Leo                                         | Til Schweiger            |
| 1999 | The Devil and Ms. D                                         | Stanislaus Nagy                             | Bernd Eichinger          |
| 2000 | Magicians                                                   | Max                                         | James Merendino          |
| 2001 | Driven                                                      | Beau Brandenburg                            | Renny Harlin             |
| 2001 | Investigating Sex                                           | Monty                                       | Alan Rudolph             |
| 2001 | What to Do in Case of Fire?                                 | Tim                                         | Gregor Schnitzler        |
| 2002 | Joe and Max                                                 | Max Schmeling                               | Steve James              |
| 2003 | Lara Croft: Tomb Raider – The Cradle of Life                | Sean                                        | Jan de Bont              |
| 2004 | In Enemy Hands                                              | Captain Jonas Herdt                         | Tony Giglio              |
| 2004 | King Arthur                                                 | Cynric                                      | Antoine Fuqua            |
| 2004 | Traumschiff Surprise – Periode 1                            | Rock Fertig Aus                             | Michael Herbig           |
| 2004 | Les Dalton                                                  | Lucky Luke                                  | Philippe Haïm            |
| 2005 | Barefoot                                                    | Nick Keller                                 | Til Schweiger            |
| 2005 | Deuce Bigalow: European Gigolo                              | Heinz Hummer the Gigolo with the most below | Mike Bigelow             |
| 2006 | Bye Bye Harry!                                              | Gantcho                                     | Robert Young             |
| 2006 | One Way                                                     | Eddie Schneider                             | Reto Salimbeni           |
| 2006 | Where Is Fred?                                              | Fred Krüppers                               | Anno Saul                |
| 2007 | Body Armour                                                 | John Ridley                                 | Gerry Lively             |
| 2007 | Keinohrhasen                                                | Ludo Decker                                 | Til Schweiger            |
| 2007 | Already Dead                                                | The Man                                     | Joe Otting               |
| 2008 | Der Rote Baron                                              | Werner Voss                                 | Nikolai Müllerschön      |
| 2008 | Far Cry                                                     | Jack Carver                                 | Uwe Boll                 |
| 2008 | 1½ Knights – In Search of the Ravishing Princess Herzelinde | Ritter Lanze                                | Til Schweiger            |
| 2009 | Phantom Pain                                                | Marc                                        | Matthias Emcke           |
| 2009 | Inglourious Basterds                                        | Sgt. Hugo Stiglitz                          | Quentin Tarantino        |
| 2009 | Men in the City                                             | Jerome Ades                                 | Simon Verhoeven          |
| 2009 | Rabbit Without Ears 2                                       | Ludo Decker                                 | Til Schweiger            |
| 2011 | Kokowääh                                                    | Henry                                       | Til Schweiger            |
| 2011 | The Three Musketeers                                        | Cagliostro                                  | Paul W. S. Anderson      |
| 2011 | Men in the City 2                                           | Jerome                                      | Simon Verhoeven          |
| 2011 | New Year's Eve                                              | James Schwab                                | Garry Marshall           |
| 2012 | This Means War                                              | Heinrich                                    | McG                      |
| 2012 | The Courier                                                 | FBI agent                                   | Hany Abu-Assad           |
| 2012 | Guardians                                                   | Max                                         | Til Schweiger            |
| 2013 | Charlie Countryman                                          | Darko                                       | Fredrik Bond             |
| 2013 | Kokowääh 2                                                  | Henry                                       | Til Schweiger            |
| 2013 | No-Eared Bunny and Two-Eared Chick                          | No-Eared Bunny                              | Til Schweiger            |
| 2014 | Muppets Most Wanted                                         | German Cop                                  | James Bobin              |
| 2014 | Head Full of Honey                                          | Niko Rosenbach                              | Til Schweiger            |
| 2016 | Tschiller: Off Duty                                         | Nick Tschiller                              | Christian Alvart         |
| 2016 | Vier gegen die Bank                                         | Chris                                       | Wolfgang Petersen        |
| 2017 | Atomic Blonde                                               | The Watchmaker                              | David Leitch             |
| 2018 | Hot Dog                                                     | Luke Steiner                                | Torsten Künstler         |
| 2018 | Klassentreffen 1.0                                          | Thomas                                      | Til Schweiger            |
| 2018 | Head Full of Honey                                          | London Restaurant Waiter                    | Til Schweiger            |
| 2020 | Die Hochzeit                                                | Thomas                                      | Til Schweiger            |
| 2022 | Medieval                                                    | Heinrich III. von Rosenberg                 | Petr Jákl                |
| 2023 | Manta, Manta: Legacy                                        | Bertie                                      | Til Schweiger            |
| 2024 | The Ministry of Ungentlemanly Warfare                       | Heinrich Luhr                               | Guy Ritchie              |

## Premios

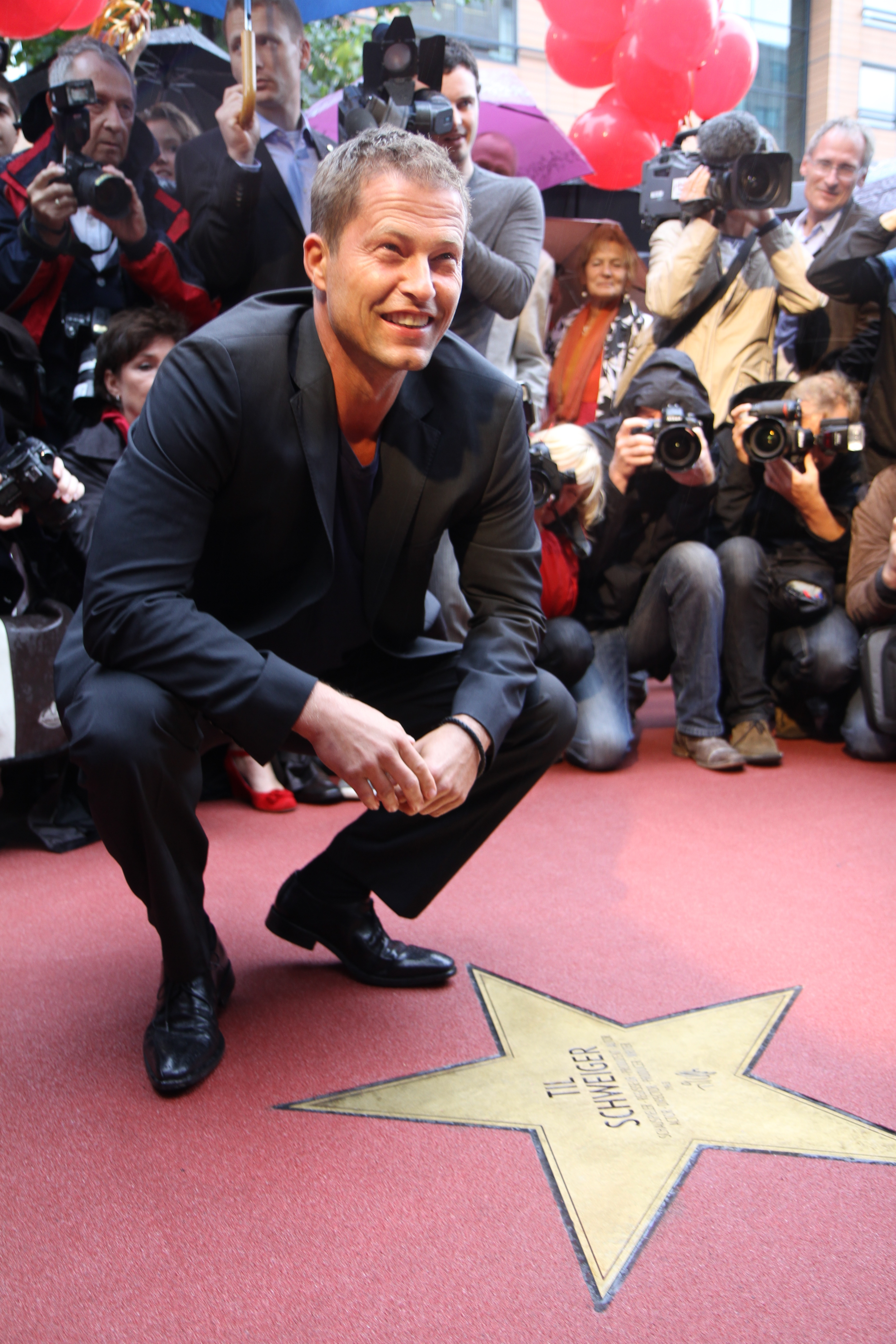
Til en 2011.

- 1993: Premio Max-Ophü por Ebbies Bluff
- 1994: Bambi por Der bewegte Mann
- 1995: Bambi por Männerpension
- 1996: DIVA-Award
- 1996: Premio del Warsaw International Film Festival (Mejor actor) por Bastard
- 1997: Premio del Moscow International Film Festival (Mejor actor) por Knockin' on Heaven's Door
- 1998: Jupiter por Knockin' on Heaven's Door
- 1998: Bravo Otto
- 1998: Goldene Kamera
- 2003: Hessischer Kulturpreis
- 2005: Bambi por Barfuss
- 2008: Premio Ernst-Lubitsch por Keinohrhasen
- 2008: Jupiter por Wo ist Fred
- 2008: Ehren-Bravo Otto
- 2008: Video Champion (Artist Award)
- 2008: Bambi por Keinohrhasen
- 2008: Deutscher Comedypreis por Keinohrhasen